# Pretare
Pretare è una frazione del comune di  Arquata del Tronto, posta alle falde del versante meridionale del monte Vettore, in provincia di Ascoli Piceno, nella regione Marche, ed appartiene all'ente territoriale della Comunità montana del Tronto. Il suo territorio è attraversato dal tracciato del Sentiero europeo E1.
Il paese è noto per aver dato i natali al biologo Angelo Ruffini.

## Origine del nome
Il toponimo deriva, con molta probabilità, dalla locale parola dialettale “preta” con cui si indica la pietra, essendo le immediate vicinanze del borgo molto pietrose.

## Storia

### Cronologia storica essenziale
- 1798 - Nel testo del Tomo 1 della Collezione di carte pubbliche, proclami, editti, ragionamenti ed altre produzioni tendenti a consolidare la rigenerata Repubblica Romana si trova menzione di Arquata e di Pretare nell'elenco dei paesi appartenenti al Dipartimento del Tronto del Cantone di Acquasanta.[2]
- 1831 - Nel testo dell'Indice di tutti i luoghi dello Stato Pontificio colla indicazione della rispettiva Legazione o Delegazione in che sono compresi nel Distretto Governo e Comune da cui dipendono le Diocesi alle quali sono essi soggetti e coll'epilogo in fine dei Distretti e Governi di ciascuna Legazione o Delegazione desunto dall'ultimo riparto territoriale ripromesso coll'Editto del 5 luglio 1831 questo paese risulta come: «Frazione di Arquata soggetta a quel Governo: Distretto, Delegazione e Diocesi di Ascoli. Anime 599.»

### Terremoto del Centro Italia del 2016 e del 2017
Il centro abitato è stato colpito dai terremoti avvenuti negli anni 2016 e 2017 che ne hanno causato la parziale distruzione. Non si sono registrate vittime a causa dei crolli degli edifici.

## Monumenti e luoghi d'interesse

### Architetture religiose
- Chiesa di Santa Maria Vetere
- Chiesa di San Rocco
- Chiesa del Crocifisso

### L'antica fornace

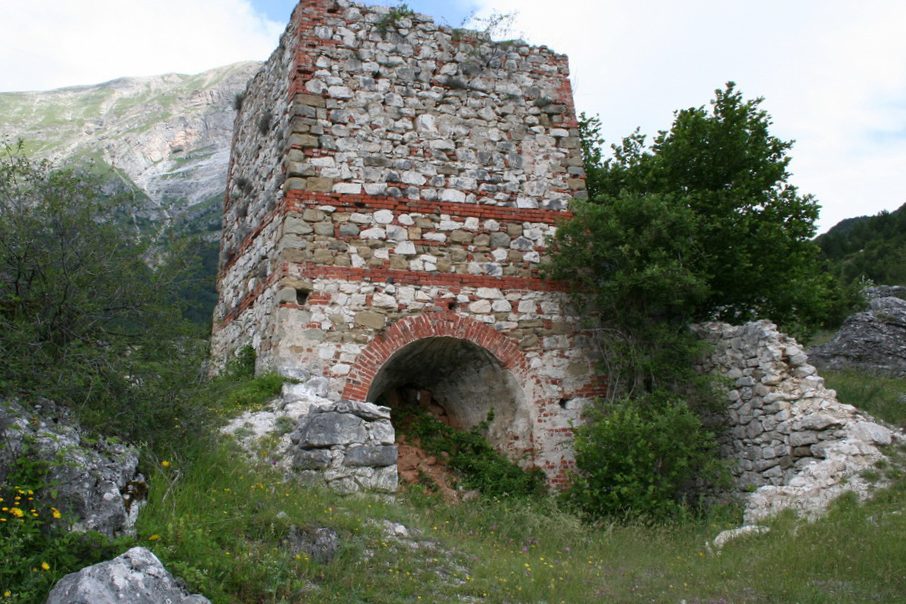
La fornace

I resti dell'antica fornace sono situati fuori del centro abitato e sono visibili salendo per la tortuosa strada che dal centro di Pretare raggiunge il valico di Forca di Presta. Hanno l'aspetto di una torre tronca a pianta quadrata, realizzata in conci di pietra e mattoni rossi. Alla base si evidenzia il vuoto costituito dall'arco.
Ormai dimessa, era stata costruita vicino alla fonte della materia prima, la pietra calcarea. Il terreno che la circonda testimonia con la sua forma concava l'erosione di origine fluvio-glaciale con la presenza depositi rocciosi. Nella vicina zona della Valle dell'Acero, si osservano gli indizi di una trascorsa erosione fluviale con accumuli di depositi morenici. L'utilizzo del sito industriale consisteva nella calcinazione delle rocce per la produzione di calce viva. Questo processo avveniva mediante il riscaldamento della pietra calcarea a temperature di circa 800 °C con il fine di eliminare la componente volatile e l'acqua di combinazione, inoltre per decomporre bicarbonato e carbonati.
Il caricamento della roccia all'interno della camera di cottura avveniva dall'alto e la calce ottenuta era scaricata verso il basso, senza mai interrompere il funzionamento del forno.
La calce, è un legante utilizzato nell'edilizia e conosciuto fin dai tempi antichi. Trova largo impiego impastato con sabbie inerti per la costituzione di malte aeree, o malte idrauliche se impastato con la pozzolana.

### Mulino ad acqua
Lungo il Fosso delle Pianelle, a quota 890 m s.l.m. vi è un mulino ad acqua di cui non si conosce l'anno di fabbricazione. È stato di proprietà di Lorenzo Piermarini che lo ha acquistato dopo essere tornato dall'America ed in seguito lo ha ceduto a Lorenzo Marini che lo ha gestito fino a metà del XX secolo. Dopo un periodo di abbandono Il figlio dell'ultimo proprietario lo ha restaurato e trasformato in abitazione. Dell'antica struttura eretta in stile liberty, rimangono la vasca, le macine ed altri elementi degli ingranaggi.

### Architetture militari
Nel paese, in località Santa Gemma, vi era la torre-dogana. Il presidio apparteneva al sistema difensivo delle torri di avvistamento della Rocca di Arquata.

## Leggenda delle fate
Il luogo è conosciuto anche per "La leggenda della strada delle fate", un racconto legato alla presenza dell'oracolo della Sibilla Appenninica, e della strada che, secondo la tradizione, queste fiabesche creature hanno impresso sul fianco del monte Vettore.
La narrazione vuole che un tempo le fate, che abitavano nella Grotta della Sibilla, si siano fermate più a lungo a danzare con i giovani di Pretare e che per non essere sorprese all'alba fuggirono con tanta sollecitudine da lasciare le loro impronte sulla montagna, creando così la loro strada.
A Pretare, nel giorno della festa di san Rocco si fa rivivere quest'antica leggenda. Un gruppo di giovani fanciulle, vestite da fate, raggiunge la piazza del paese e dà inizio alle danze. La Leggenda delle Fate, su pretare.altervista.org. URL consultato il 1º giugno 2019.

## Il Caso Caponi
Nell'anno 1993 il paese è stato un punto d'interesse degli ufologi in seguito ai diversi incontri ravvicinati che avrebbe avuto Filiberto Caponi con una creatura aliena che avrebbe poi immortalato in alcune fotografie scattate con una Polaroid.

## Eventi
Nel 2011, nell'ambito degli eventi del Festival dell'Appennino, presso l'antica fornace, si è tenuto uno spettacolo della Compagnia dei Folli dedicato al 150º anniversario dell'Unità d'Italia.